# Сусва
Сусва (Suswa) е голям щитовиден вулкан в Кения, разположен в Източноафриканската рифтова зона в сърцето на земите на масаите. Намира се на юг от вулкана Лонгонот, на 35 km на юг от езерото Найваша и на 50 km западно от Найроби. Това е най-близкия активен вулкан до столицата и най-южния върху частта от рифта, попадаща в Кения. Това е зона, в която се срещат Африканската и Сомалийската континентални плочи. Тяхното бавно раздалечаване е довело до формирането на огромен разлом и поредица от планински и вулканични образувания. Голяма част от тези структури са създадени при масивно подземно повишаване на налягането по време на формирането на разлома. Вулканът е разположен в защитена горска територия.

## Описание
Структурата на вулкана е твърде необичайна, подобна само на кратерите Посейдон и Гасенди на Луната. На върха му се намира обширна калдера, в чиято югозападна страна се издига допълнителен конус от застинала лава. Този конус формира ново вулканично устие и е известен под името Ол Дойньо Оньоке, или Ол Дойньо Нюкие (Червената планина). Ол Дойньо Оньоке притежава обширен цилиндричен кратер, чиято северна страна е отсечена от пръстеновиден грабен. Необичайният цилиндричен грабен отделя един наклонен "островен" блок от лава, който образува нещо като тераса в основната калдера.
По източните склонове на вулкана е разположена широка мрежа от пещери, част от които не са изследвани. На юг от него, в посока север-юг, се простират няколко дълги, успоредни разлома.

## Параметри
Вулканът Сусва има основа с овална форма и се издига на 2356 m над морското равнище, а от основата на рифта – на 1526 m от северната страна и на 1615 m от южната. Вулканичните продукти, изхвърлени от кратера, се простират върху площ от 1000 km2. След период на спокойствие, при силна ерупция от пемза и изригване на лава от пръстеновидните фрактури извън калдерата, се формира допълнителна калдера с приблизителни размери 12 х 8 km. Диаметърът на калдерата на вторичния вулкан Ол Дойньо Оньоке е 5 km, а дълбочината на кратера му – 460 m. Последното изтичане на лава при Сусва е станало през странични пукнатини и е възможно това да се е случило преди около един век. Предполага се, че последното сериозно изригване на вулкана е било през холоцена.

## Геология
Първоначалното изграждане на вулканския щит е последвано от силно изригване на обемни потоци от лава с преобладаващо съдържание на пемза, които формират калдерата му. Допълнителното дооформяне на върха е станало след ерупция на Ол Дойньо Оньоке. Основата на рифтовата долина около вулкана, като резултат от активността на Сусва, е покрита със застинала фонолитна лава, напластена върху плътния трахитен слой от по-стар обемен лавов разлив. Максималната дебелина на първичния слой е около 500-600 m, а по-новият фонолитен слой достига до 9 m в дълбочина. В структурите на вулкана се срещат авгит, брушит, феросилит, ортоклаз, санидин, гипс и други. Поток от лава с дължина от 15 km е застинал по югоизточните склонове на вулкана към основата на разлома в долината. Фумаролната дейност на Сусва е по-активна от тази на останалите вулкани в Кения.
В кратера на вулкана и в пещерите по склоновете му се наблюдава разнообразие от вторични вулканични образувания. Откриват се голямо количество от лавови тръби, свързани в обща система. Те се формират когато потокът лава в различните пластове застива с различна скорост. Външните слоеве се охлаждат и втвърдяват, докато вътрешните все още продължават да текат. Така част от лавата изтича към по-ниските нива и от външните, по-рано застинали слоеве, се оформят тръби с различен диаметър. Могат да се видят още лавови въжета, тераси, сталактити и сталагмити, образувани при отлагането на минералите, разтворени в подземните води. Много от тези формации са доста крехки и лесно могат да се счупят.
През 1969 г. много подробни геоложки проучвания прави Р. Джонсън. По-късно, през 1991 г. двамата с Р. П. Рандъл публикуват труда си „Геологията на района Сусва“, посветен на резултатите от изучаването на този вулкан.

## Фази на развитието
Р. Джонсън дефинира следните три главни еруптивни етапа при Сусва:
Първият етап обхваща площ от 130 km2. Тогава се изгражда щитовидният вулкан със силно полегати склонове. Потоците от лава са с голям вискозитет и бавно подвижни. Основната фаза на изригване е последвана от слаби ерупции през няколко малки конуса на известно разстояние от основното вулканично тяло.
Вторият етап настъпва след известен период на спокойствие с неизвестна продължителност, но обхващащ вероятно няколко стотици хиляди години. Ерупционният център е изместен на югозапад по линията на основната фрактура. Тогава, при изригването на голямо количество пемза, се оформя калдерата и се появяват тънки, ограничени разливи от лава.
През третия етап калдерата се запълва с лава. През този период в югозападната част на калдерата, по централната пукнатина на склона израства и паразитният вулкан Ол Дойньо Оньоке. Най-новите изригвания на вулкана са незначителни като размер и щети.
Лавата през третия етап се състои от две групи материали. При по-ранните разливи съдържа пръснати из нея порфирни фонолити, които частично запълват калдерата. След това лавата прелива през източния ѝ ръб и оставя следи от дълги тънки застинали потоци. Втората група е създадена по-късно. Тя съдържа трахити и изобилства от ромбични анортоклазни фенокристали, които оформят главния конус на Ол Дойньо Оньоке. След последното изригване на върха на Ол Дойньо Оньоке се оформя кратер с дълбочина 460 m. Второто срутване на главната калдера създава пръстеновиден грабен с около 5 km в диаметър с един голям блок като централен остров в средата. Последната фаза от ерупцията е белязана от разлив в южната част на кръговия грабен и изригване на лава по външния южен склон на вулкана. И в двата случая лавата съдържа анортоклаз и трахит.
Минералогичните и петрографски отчети за съдържанието на лавата в Сусва са направени на базата на редица микропроби и анализи на цели големи скални късове. Те доказват, че скалното съдържание варира от трахит до фонолити с фенокристали, богати на алкални фелдшпати, авгит, оливин, титаномагнетит. В една от групата скали е намерен и содалит. Само най-скорошната лава е богата на фенокристали.

## Пещерите на Сусва
По склоновете на вулкана могат да се видят голямо количество пещери. Те представляват сериозен интерес за спелеолозите, тъй като голяма част от тях въобще не са изучени, а при онези, които са изследвани, все още съществуват непроучени разклонения. За по-лесно ориентиране пещерите са номерирани. В някои от тях са открити големи количества обсидиан, образуван при охлаждане на лавата.
Пещера №6 е от клас Cl. Представлява дълга система от пещери с няколко извити прохода, водещи към тях. В долния си край има няколко интересни стръмни пасажа и тръби, които не са проучени.
Пещера №6А е от клас C3. Пещерата е труднодостъпна и много интересна. Входът ѝ представлява малка дупка, намираща се сред група храсталаци, на около 60 m от Пещера №6 и недалеч от източния ѝ край.
Пещера №12 е от клас С2. Това е най-интересната пещерна система от този тип в Кения. Свързана е чрез тясна дупка с Пещера №2В. През три много тесни отвора с пълзене може да се премине в голям и дълбок тунел. Следва изкачване до по-горно ниво, а след него, отново през тесен и къс отвор, се стига до най-красивите части на пещерата.
Пещера №13 е сравнително добре проучена. В състава ѝ са открити множество минерали — когаркоит, опал, термонатрит и трона.
Пещера №14 също е проучвана. В нея са открити минералите брушит, гипс, ханеит, нюбериит, санидин и таранакит.
Пещера №18А е от клас Cl. Дълга е около 20 km и се смята за най-дългата пещерна система в Кения. Към нея водят няколко извити прохода. В горния ѝ край с помощта на стълба може да се достигне до тясна лавова тръба.
Пещера №35А е от клас С2. Намира се на голямо, плоско сечище, а входът е скрит под скални остатъци. В източната част на сечището са натрупани блокове от застинала лава. Входът преминава през извит, типичен лавов свод с ширина 10 m и дължина около 20 m в посока изток-запад. Ниска арка води на изток към по-широк и по-висок проход. По една издатина в лявата му част може да се стигне до нов, нисък пасаж. След завой по стъпала от лава се продължава към пещерната система.
Пещерата „Моби Дик“ е от клас С2. Намира се на 80 m от входа на Пещера №12. Влиза се през тесен отвор, закрит от група храсти, като пътят навътре е доста къс. След кратко спускане се стига до тясна резонираща лавова тръба. По-нататък пещерата не е достатъчно изследвана.

## Флора и фауна
Вулканът е обрасъл с девствени тропически гори. Калдерата е покрита с гъста растителност. Районът е богат на диви животни и птици. По склоновете пасат жирафи, зебри и газели. От хищниците най-често се срещат леопарди. Оттук минава и миграционният маршрут на слоновете от Амбосели за Мара. Има голямо разнообразие от птици, постоянно обитаващи района и вътрешността на калдерата. Колонии от редки видове прилепи и насекоми обитават пещерите. Те са дом на няколко вида малки бозайници като скални дамани и катерици. Обитават се още от змии, сови и други видове птици. В тях нощуват и големи групи бабуини.

## Съвременно състояние
През последното десетилетие се наблюдава бавно нарастване на активността на Сусва. Сателитните снимки показват, че вулканът е понижил височината си с няколко сантиметра. Тези малки промени, които не се забелязват с просто око, са били открити от сложния сателитен радар InSAR. Изучавайки сателитните снимки, учените от Европейската космическа агенция установяват, че за периода от 1997 до 2000 година вулканът е понижил височината си с около 2 до 5 cm. Понижението е предизвикано от дискретното движение на магмата под земната кора. Тези промени изискват сериозно проследяване на вторичните вулканични дейности в района за да се прогнозира една евентуална бъдеща ерупция.